# Пионер (Зейский район)
Пионер — упразднённый посёлок в Зейском районе Амурской области России. Исключен из учётных данных в 1974 году.

## География
Посёлок располагался на левом берегу реки Зеи выше впадения в неё реки Тымна, на расстоянии примерно 22 километров (по прямой) к востоку поселка Хвойный. Ныне урочище расположено на дне Зейского водохранилища.

## История
В конце 1960-х годов посёлок попал в зону затопления Зейского водохранилища и население из него было выселено.
Решением Амурского исполкома от 7 июня 1974 года № 253, посёлок Пионер исключен из учётных данных как несуществующий.